# Kill the Moonlight
Kill the Moonlight é o quarto álbum de estúdio da banda de rock americana Spoon, lançado em 20 de agosto de 2002 pela Merge Records. O álbum apresenta um som minimalista e despojado que incorpora vários instrumentos diferentes, como pandeiros e pianos, juntamente com um estilo de produção idiossincrático. O álbum passou a receber aclamação da crítica com seu primeiro single "The Way We Get By" sendo usado em vários programas de televisão, e é considerado um magnum opus de Spoon.

## Composição
O álbum foi conhecido por seu som minimalista e rítmico. Eric Carr, da Pitchfork, descreveu-o como "uma aventura na rigidez", escrevendo: "Como alguns dos melhores minimalistas da música, Spoon usa o nulo e o vazio para criar uma tensão que reforça e separa todas as nuances da música - cada palma, cada batida reverberante, cada bipe do sintetizador." Heather Phares, do AllMusic, escreveu que o grupo "seguiu um álbum tão catártico como Girls Can Tell com uma coleção de músicas mais duras e enxutas como "All the Pretty Girls Go to the City", que soa como o inverso de "Everything Hits at Once". Daniel Pike, da BBC, considerou o álbum "terrivelmente, terrivelmente britânico" no som, caracterizando-o como uma "oferta pós-punk distintamente lo-fi " e notando "um ar de ternura e sinceridade". Tom Breihan, do Stereogum, observou elementos de "minimalismo de Toothy Wire, estilo Motown de meio período, Kinks-y cintilação melódica" no som do álbum, chegando a sugerir a influência de Timbaland "já que (sua música) trouxe a mesma sensação de que o vazio espaço era uma virtude, que um efeito sonoro perfeitamente colocado poderia ser a parte mais memorável de uma música".
"Someone Something" apresenta uma forte influência de Elvis Costello, de quem Daniel é um "ardente admirador". A faixa seguinte "Don't Let It Get You Down" também tem piano, mas também com um novo som de blues, a introdução descrita como "parte Stones e parte Elvis Costello". "All The Pretty Girls Go To The City" foi descrito como "outra música divertida destacada por um bom trabalho de piano que imita as linhas vocais". O artigo do PopMatters escreve que a música é "assombrada por teclas melancólicas e, finalmente, instrumentação exuberante, como um Motown 45 transmitido do lado errado das faixas. "Back To The Life" abre "com uma gargalhada, seguida de uma amostragem rítmica pesada e truques melódicos". A faixa de encerramento "Vittorio E" foi descrita como "uma balada ondulante e vagamente psicodélica".

## Lançamento
Lançado em 20 de agosto de 2002 pela Merge Records, Kill the Moonlight foi um dos maiores discos da gravadora, atrás de In the Airplane Over the Sea, do Neutral Milk Hotel, e 69 Love Songs, de Magnetic Fields, com 75.000 cópias vendidas em julho de 2004 e 153.000 cópias vendidas em dezembro de 2009.

## Recepção
| Críticas profissionais | Críticas profissionais |
| Pontuações agregadas   | Pontuações agregadas   |
| Fonte                  | Avaliação              |
| ---------------------- | ---------------------- |
| Metacritic             | 88/100                 |
| Avaliações da crítica  |                        |
| Fonte                  | Avaliação              |
| Allmusic               | [ 16 ]                 |
| Entertainment Weekly   | A                      |
| Pitchfork              | 8,9/10                 |
| Spin                   | 7/10                   |
| Rolling Stone          | [ 20 ]                 |
| NME                    | 7/10                   |
| Los Angeles Times      | [ 22 ]                 |

O álbum recebeu "aclamação crítica universal" após o lançamento, com muitos críticos e fãs considerando-o um dos melhores álbuns da banda.

## Elogios
De acordo com a Acclaimed Music, o álbum é o 63º álbum mais aclamado da década e o 643º álbum mais aclamado de todos os tempos.
| Publicação           | País   | Categoria                                                     | Classificação |
| -------------------- | ------ | ------------------------------------------------------------- | ------------- |
| Blender              | EUA    | 100 melhores álbuns independentes                             | 49            |
| Rhapsody             | EUA    | Melhores álbuns da década do Alt/Indie                        | 5             |
| Pitchfork            | EUA    | 200 melhores álbuns dos anos 2000                             | 19            |
| Rolling Stone        | EUA    | 100 melhores álbuns da década                                 | 51            |
| The Michigan Daily   | EUA    | Os 50 melhores álbuns do novo milênio                         | 13            |
| The A.V. Club        | EUA    | A melhor música da década                                     | 15            |
| Music Underwater     | EUA    | Os 100 melhores álbuns 1990-2003                              | 43            |
| Paste                | EUA    | Os melhores álbuns da década                                  | 12            |
| Slant                | EUA    | 100 Melhores Álbuns dos Aughs                                 | 26            |
| Consequence of Sound | EUA    | Os melhores álbuns dos anos 2000                              | 57            |
| Spin                 | EUA    | 300 melhores álbuns dos últimos 30 anos (1985-2014)           | 163           |
| Cokemachineneglow    | Canadá | Os 100 melhores álbuns dos anos 2000                          | 16            |
| Pure Pop             | México | Os 25 melhores álbuns desde que Kurt Cobain nos deixou (2003) | 10            |

## Lista de músicas
| N.º            | Título                                | Duração |  |
| 1.             | "Small Stakes"                        | 3:00    |  |
| 2.             | "The Way We Get By"                   | 2:38    |  |
| 3.             | "Something to Look Forward To"        | 2:17    |  |
| 4.             | "Stay Don't Go"                       | 3:35    |  |
| 5.             | "Jonathan Fisk"                       | 3:15    |  |
| 6.             | "Paper Tiger"                         | 3:07    |  |
| 7.             | "Someone Something"                   | 2:48    |  |
| 8.             | "Don't Let It Get You Down"           | 3:29    |  |
| 9.             | "All the Pretty Girls Go to the City" | 3:12    |  |
| 10.            | "You Gotta Feel It"                   | 1:29    |  |
| 11.            | "Back to the Life"                    | 2:21    |  |
| 12.            | "Vittorio E."                         | 3:39    |  |
| Duração total: | Duração total:                        | 34:50   |  |

"The Way We Get By" foi usado nos programas de televisão The OC, Shameless e Hustle, bem como nos filmes Mean Creek, The Puffy Chair e Stranger Than Fiction. Também foi reproduzido em um comercial do YouTube de 2020. "Don't Let It Get You Down" foi usado no filme de comédia de 2005 Waiting....

## Integrantes
- Britt Daniel – vocal, guitarra
- Jim Eno – bateria
- Joshua Zarbo – baixo
- Eggo Johanson – teclados, piano, pandeiro
- Roman Kuebler – baixo
- Mike McCarthy – guitarra de 12 cordas
- Brad Shenfield – Dabouke
- John Clayton – baixo
- Matt Brown – saxofone

## Paradas musicais
O álbum atingiu o número 23 nas paradas de álbuns independentes dos EUA.
| Ano  | Parada                                     | Posição |
| ---- | ------------------------------------------ | ------- |
| 2002 | Melhores álbuns independentes da Billboard | 23      |